# El Cañavate
El Cañavate är en ort i Spanien.   Den ligger i provinsen Provincia de Cuenca och regionen Kastilien-La Mancha, i den centrala delen av landet, 150 km sydost om huvudstaden Madrid. El Cañavate ligger 786 meter över havet och antalet invånare är 206.
Terrängen runt El Cañavate är platt. Runt El Cañavate är det glesbefolkat, med 11 invånare per kvadratkilometer. Närmaste större samhälle är San Clemente, 18,7 km sydväst om El Cañavate. Trakten runt El Cañavate består till största delen av jordbruksmark.